# Jeging
Jeging ist eine Gemeinde im Bezirk Braunau am Inn im Innviertel in Oberösterreich mit 796 Einwohnern (Stand 1. Jänner 2024). Der zuständige Gerichtsbezirk ist der Gerichtsbezirk Mattighofen.

## Geografie
Jeging bedeckt eine Fläche von rund sechseinhalb Quadratkilometer. Die Gemeinde liegt im Tal der Mattig in etwa 500 Meter Meereshöhe und wird zu zwei Drittel landwirtschaftlich genutzt. Rund zwanzig Prozent sind bewaldet, vor allem die Moränenhügel im Südwesten.

### Gemeindegliederung
Das Gemeindegebiet umfasst folgende neun Ortschaften (in Klammern Einwohnerzahl Stand 1. Jänner 2024):
- Abern (178)
- Bernroid (17)
- Gewerbegebiet (seit 2015) (4)
- Hochhalting (56)
- Jeging (396)
- Oberedt (60)
- Pfaffing (5)
- Schweiber (69)
- Unteredt (11)

Die Gemeinde besteht aus der Katastralgemeinde Jeging.

### Nachbargemeinden
|                           | Pfaffstätt                                  |            |
| Kirchberg bei Mattighofen | Kompassrose, die auf Nachbargemeinden zeigt | Munderfing |
|                           | Lochen am See                               |            |

## Geschichte
Der Ort wird erstmals 725 genannt. Die Herren von Jeging sind als Besitzer der Ländereien seit 753 nachweisbar. Da Heinrich von Jeging ohne männliche Nachkommen war, übergab er 1392 seinen Besitz der Benediktinerabtei Michaelbeuern. Fünf Jahrhunderte blieb das Gebiet in Kirchenbesitz. Zu Beginn des 18. Jahrhunderts wurde Jeging eine eigenständige Gemeinde. Als Folge des Friedens von Teschen kam Jeging 1779 mit dem Innviertel zu Österreich. Der ehemalige Herrensitz der Jeging war lange Zeit Pfarrhof, wurde 1968 Gemeindebesitz und wird seitdem als Amtsgebäude verwendet.

## Kultur und Sehenswürdigkeiten

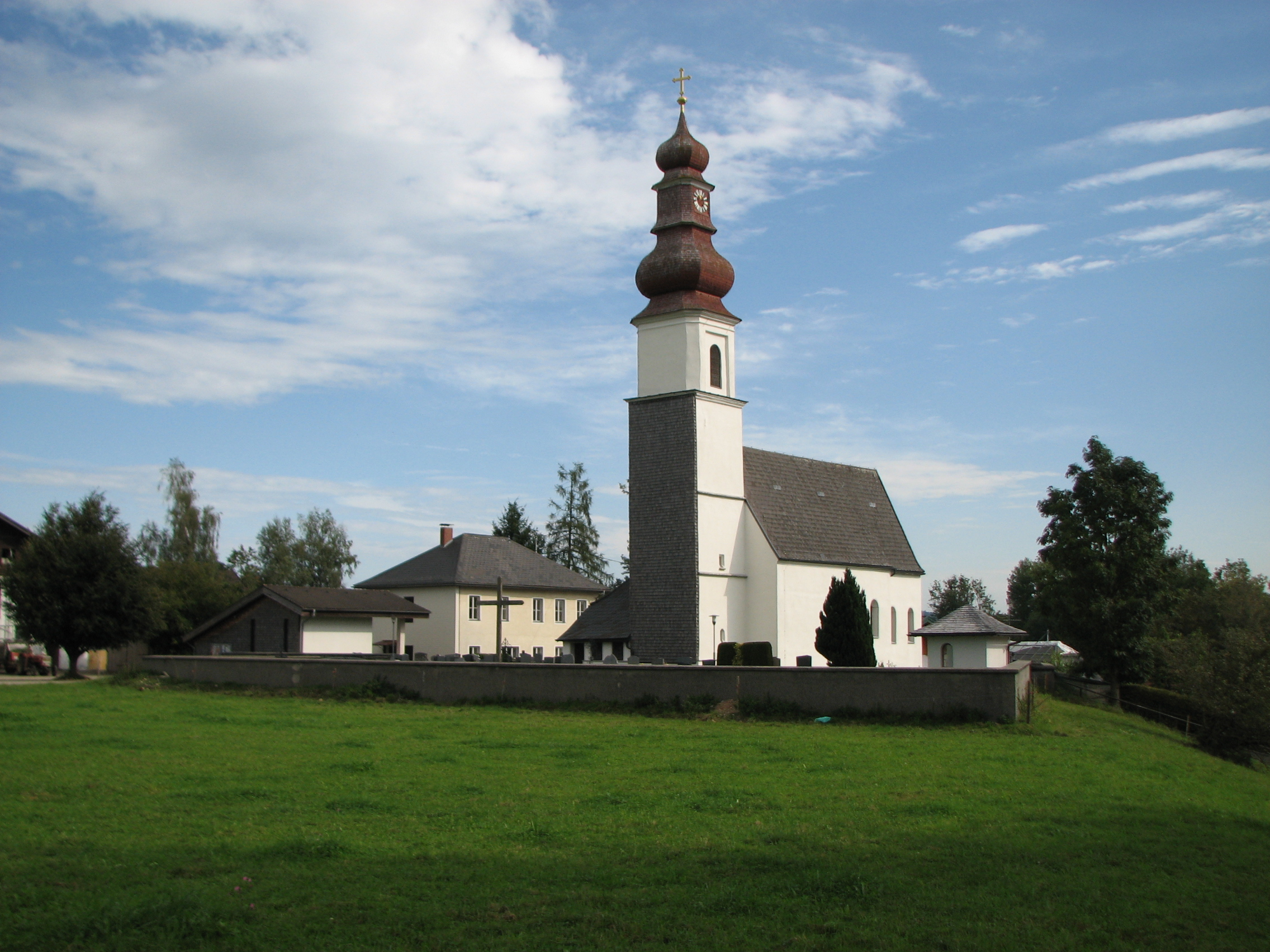
Pfarrkirche Jeging

- Katholische Pfarrkirche Jeging hl. Stephan
- Gemeindeamt, ehemaliger Sitz der Herren von Jeging

## Wirtschaft und Infrastruktur

### Wirtschaftssektoren
Von den rund 180 Arbeitsplätzen in Jeging entfallen zwanzig auf die Landwirtschaft, sechzig auf den Produktionssektor und hundert auf Dienstleistungen. Im Produktionssektor sind mehr als achtzig Prozent der Erwerbstätigen mit der Herstellung von Waren beschäftigt. Der mit Abstand größte Arbeitgeber im Dienstleistungssektor ist der Handel (Stand 2011).
| Von den über 300 Erwerbstätigen, die 2011 in Jeging lebten, pendelten achtzig Prozent zur Arbeit aus. Jeging unterhält eine zweiklassige Volksschule und einen Ganztagskindergarten. Der Verein Volksbildungswerk Jeging widmet sich der Erwachsenenbildung. | Hier fehlt eine Grafik, die leider im Moment aus technischen Gründen nicht angezeigt werden kann. Wir arbeiten daran! |

## Politik

### Gemeinderat
Der Gemeinderat besteht aus 13 Mandataren:
| Partei                     | 2003 | 2003    | 2009 | 2009    | 2015    | 2015    | 2021  | 2021    |
| Partei                     | %    | Mandate | %    | Mandate | Prozent | Mandate | %     | Mandate |
| -------------------------- | ---- | ------- | ---- | ------- | ------- | ------- | ----- | ------- |
| SPÖ                        | 43   | 6       | 36   | 5       | 38,55   | 5       |       |         |
| ÖVP                        | 32   | 4       | 29   | 4       | 28,50   | 4       | 50,37 | 7       |
| FPÖ                        | 5    | 0       | 12   | 1       | 18,69   | 2       | 18,45 | 2       |
| Jeginger unabhängige Liste | 20   | 3       | 23   | 3       | 14,25   | 2       | 31,17 | 4       |

### Bürgermeister
Bürgermeister seit der Gemeindegründung:
- 1850–1857 Johann Alterdinger
- 1858–1861 Georg Probst
- 1862–1864 Anton Koch
- 1864–1867 Johann Moser
- 1867–1870 Benedict Eder
- 1870–1874 Jakob Vitzthum
- 1874–1876 Johann Lechner
- 1876–1878 Mathias Vitzthum
- 1879–1884 Leopold Keiser
- 1885–1894 Mathias Stangl
- 1894–1897 Josef Probst
- 1897–1900 Josef Eder
- 1900–1902 Johann Neuhauser
- 1903–1905 Anton Grann
- 1906–1909 Markus Karrer
- 1910–1913 Friedrich Stockinger
- 1913–1918 Johann Schöppl
- 1919–1924 Johann Bamberger
- 1924–1928 Karl Eder
- 1929–1924 Johann Neuhauser
- 1924–1928 Karl Eder
- 1929–1941 Johann Neuhauser
- 1942–1945 Johann Sützl
- 1945–1949 Johann Birgmann
- 1949–1973 Stefan Aichinger
- 1973–1979 Johann Gann
- 1979–1997 Anton Vitzthum
- 1997–2014 Herbert Eder (SPÖ)
- 2014–2015 Ursula Lindenhofer (SPÖ)[14]
- seit 2015 Christoph Weitgasser (ÖVP)[15]

### Wappen
Offizielle Beschreibung: Ein von Gold und Blau geteilter Schrägrechtsbalken, belegt mit drei oben roten, unten goldenen, sechsblättrigen heraldischen Rosen; oben Blau, unten Gold. Gemeindefarben: Blau-Gelb-Blau.